# بانزن
بانزن (به لهستانی: Bądzyn}} یک روستا در لهستان است که در گمینا لوبوویز واقع شده‌است.